# ジャガー・XJR-12
ジャガー・XJR-12は、1990年デイトナ24時間レース、セブリング12時間レース、及びル・マン24時間レース用にトム・ウォーキンショー・レーシング(TWR)が製作したプロトタイプレーシングカーである。

## 概要
基本的には1988年のデイトナ、ル・マンを制覇したXJR-9の発展型である。ジャガーは1990年からWSPC、IMSAともタイヤをダンロップからグッドイヤーに変更したが、それに合わせてサスペンションをモデファイしたのが最大の変更点である。エンジンはXJR-9と同じくV型12気筒エンジンを搭載する。
ジャガーはIMSA、WSPCのスプリントレースではV型6気筒ターボエンジン搭載車であるXJR-10及びXJR-11を投入したがターボエンジンの信頼性が低く、耐久イベントには信頼性が高い従来の大排気量自然吸気のV型12気筒エンジン搭載車を使用した。

## 戦績
1990年
1990年シーズン、XJR-12はIMSAシリーズ第1戦デイトナ24時間、第3戦セブリング12時間、ル・マン24時間の3レースに出場した。デイトナ、セブリングには6.0リットル仕様のエンジンを、ル・マンには7.0リットル仕様のエンジンを搭載した。
XJR-12にとってのデビューレースでもあるデイトナ24時間にTWRジャガーは60号車(288)、61号車(388)の2台をエントリーさせた。レースは優勝争いのライバルと目されていたニッサン、ポルシェ勢、が早々に脱落し、開始2時間目には早くも1-2体制を築き61号車が優勝。60号車も2位入賞と素晴らしいデビューを飾った。
次のセブリング12時間ではニッサン勢が強く1-2フィニッシュ。ジャガーは60号車(288)が56周目にエンジンブローでリタイア。61号車(388)が3位に入賞した。
ル・マン24時間にジャガーは1号車(990)、2号車(290)、3号車(1090)、4号車(190)の計4台のXJR-12をエントリーさせた。レースはニッサン勢とヨースト、ブルンのポルシェ勢との戦いとなったが、2日目朝に上位グループにつけていたニッサンの83号車がガソリンタンクを損傷しリタイア、23号車もサスペンショントラブルで後退し、11時間目からトップを走っていた3号車が1位の座を確実にする。その後ポルシェ勢も2日目昼になってヨーストが後退、2位を走っていたブルンも残り15分でエンジンブローでリタイアし、2号車が2位に繰り上がりそのままチェッカー。デイトナに続いて1-2フィニッシュを決めた。

1号車は2日目の朝ウォーターポンプのトラブルで、4号車は2日目昼にエンジントラブルでそれぞれリタイアした。

3号車はドライバーのプライス・コブが体調不良で搭乗時間を減らすことになったが、深夜の3連続シフトを含む計14時間を走ったジョン・ニールセンの活躍が光った。
シーズン終了後にイギリスで、SEPECAT ジャギュアとXJR-12(7.0リットルエンジン搭載。ドライバーはマーティン・ブランドル)が0-400Mを競う “ジャガー対決” が行われ、これに勝利した。
1991年

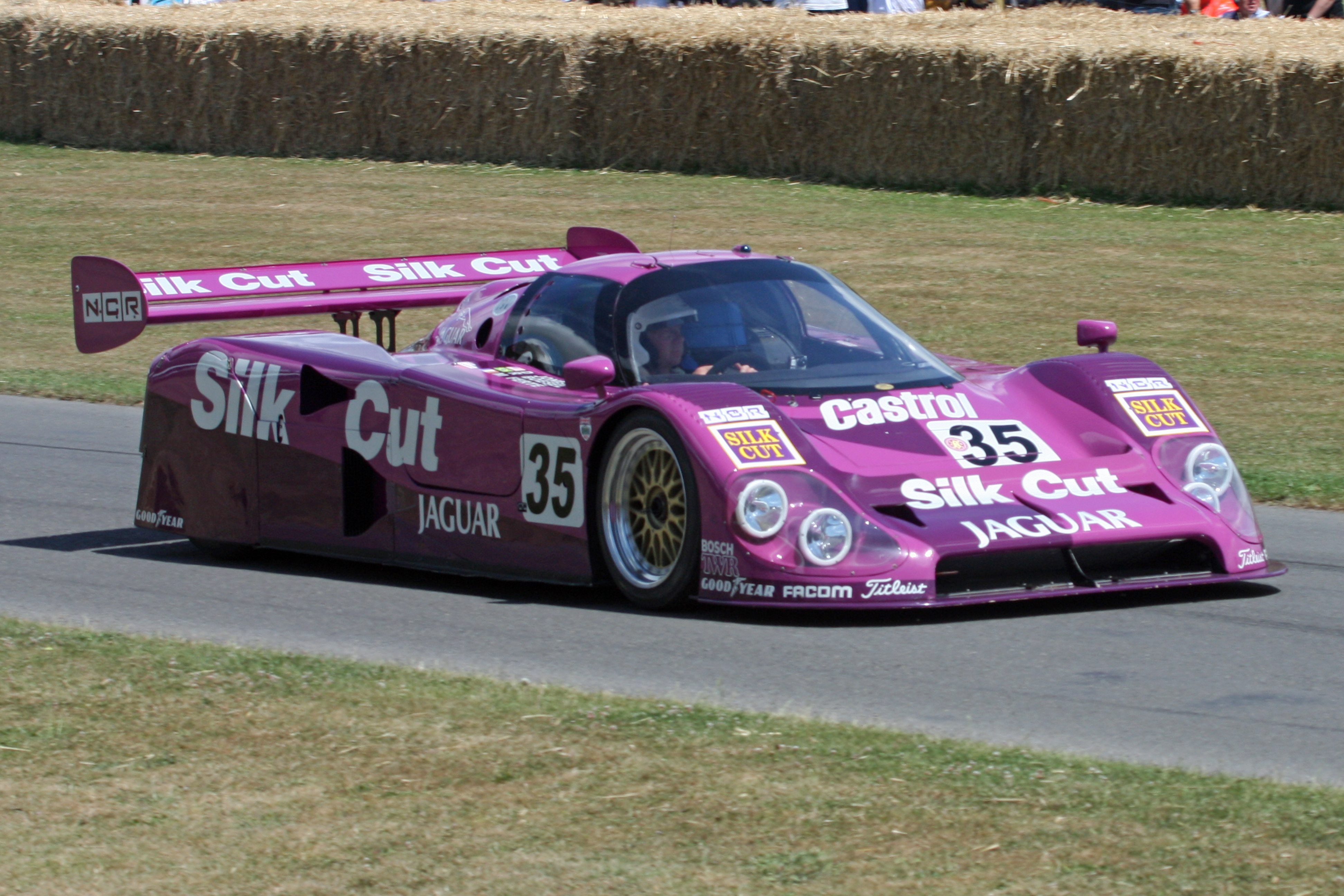
ジャガー・XJR-12(1991年ル・マン仕様)

1991年シーズン、XJR-12はIMSAシリーズの第1戦デイトナ24時間、第3戦セブリング12時間及びSWCシリーズ第4戦ル・マン24時間の3レースに出場した。デイトナ、セブリングにはIMSAのレギュレーション変更に合わせて排気量を6.5リットルに拡大したエンジンを、ル・マンには7.4リットル仕様のエンジンをそれぞれ使用した。
デイトナ24時間には2号車(290)、3号車(190)の2台のXJR-12が登場。しかし3号車は予選でクラッシュしてしまいレースには2号車1台のみで臨んだ。予選2位の好位置からスタートした2号車はヨースト・ポルシェ、ニッサンと優勝争いを展開。しかしレースが半分を過ぎた頃からウォーターポンプのトラブルによるオーバーヒートにより後退。結局379周目エンジントラブルでリタイアした。
セブリング12時間にジャガーは2号車(290)、3号車(190)の2台をエントリーさせた。デイトナでは3号車が予選中にクラッシュし欠場したが、セブリングでは2号車が練習走行中にクラッシュし欠場。デイトナに続いて1台のみの出場となった。予選5位と好位置からスタートの3号車はしかし、レースではエンジンのミスファイア、周回遅れとの接触、タイヤバーストなどのトラブルに見舞われ優勝したニッサンから14周遅れの5位に終わった。
ルマン24時間にジャガーは4台のXJR-12を出場させたが、旧規定車に課せられた1000kgの車重、燃費規制に苦しみメルセデス、マツダのペースについていけず苦戦。それでも35号車(990)が2位、34号車(991)が3位、33号車(891)が4位と好成績を残した。

36号車(290)は1日目に縁石に乗り上げた際にサスペンションを痛めてマシンのバランスを崩してしまい、2日目朝にミッショントラブルでリタイアした。
1992年
ジャガーは、シルクカットがスポンサーを降りたことから1991年限りでSWCから撤退した。しかしアラン・ランドール率いるRMモータースポーツがTWRからマシンを購入しSWC参戦を計画していた。マシンの購入予定リストには3台のXJR-14、3台のXJR-17と共に3台のXJR-12も挙げられていたが、スポンサー集めに失敗しランドールの参戦計画は頓挫した。
IMSAシリーズにはこれまで通り参戦し、XJR-12は第1戦デイトナ24時間、第3戦セブリング12時間に6.5リットル仕様のエンジンでエントリーした。
デイトナには2台のエントリーを予定していたが3号車(191)がテストデイでクラッシュし使用不能になり、XJR-12は2号車(891)1台のみの参戦。3号車はポールポジションを獲得したマシンが得られるエクストラポイント狙いでターボ車のXJR-16がエントリーした（結果は予選2位でポイントを獲得できず。レースではウォームアップラン中にエンジンブローを起こしリタイア）。

予選7位スタートの2号車は、レース序盤ニスモ、NPTIのニッサン勢、ヨースト・ポルシェらの後ろ4-5番手を走行。その後NPTI、ヨーストがリタイアし順位を上げ、ニスモのR91CPには及ばなかったものの2位に入り、GTPクラスでは1位とIMSAシリーズ制覇に向けて満足すべき結果を残した。
セブリング12時間には3号車(191)は欠場し、2号車(891)1台のみの参戦。予選は10位。レースでは2時間目にホイールナットが緩むトラブルでコース上にストップ。ドライバー自らタイヤ交換を行いレースに復帰するものの大きくタイムロス。その後も他車のクラッシュを避けようとしてコースアウト、コース上に落ちていた石に当たりカウルを破損するなどしてタイムロスをし4位に終わった。
1993年

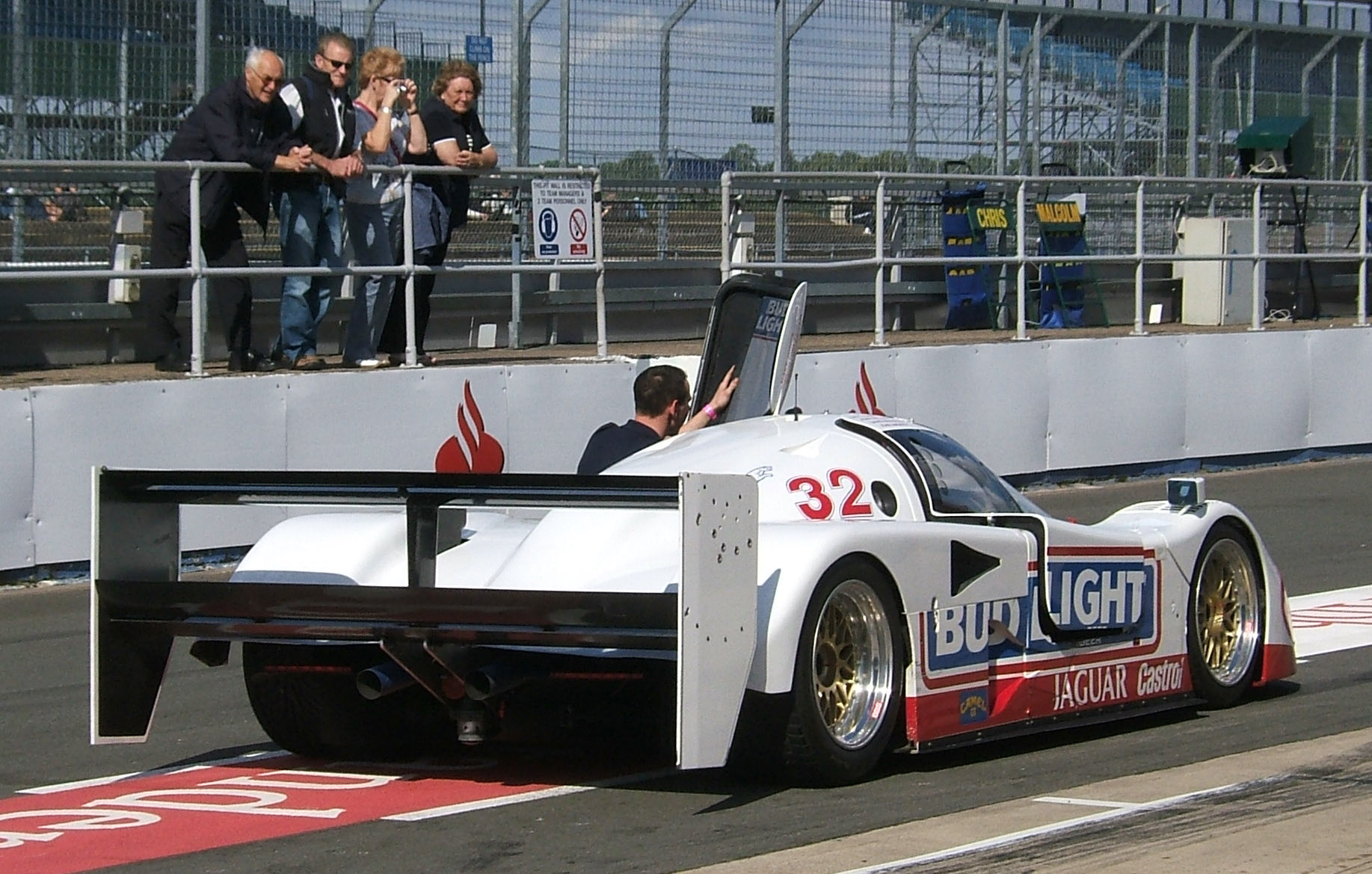
ジャガー・XJR-12 #193

1993年シーズン、TWRジャガーはIMSAシリーズへの参戦を停止し、開幕戦のデイトナ24時間のみ参戦した。また2年ぶりにル・マン24時間に参戦する計画を立てた。
デイトナ24時間にジャガーは2号車(190)、3号車(990)、32号車(193)の計3台のXJR-12をエントリーさせた。この内193はXJR-14と同タイプの大型リアウィングを持つニューシャシーで、デイトナへのエントリーはル・マン参戦に向けての試験的なものであった。また前年まではGTPクラスから出場していたが、フル参戦を停止したためGTPクラスではなく、7.0リットル仕様のエンジンが使用できるル・マンクラス（前年までのグループCクラスに相当）からの出場である。
レースは前年IMSA GTPクラスのタイトルを獲得したAARトヨタの2台が強く、レース序盤2号車はその後ろでプライベートエントリーのニッサン、ヨースト・ポルシェと順位争いをしていた。

3号車は18周目にオイル漏れによって早くもリタイアし、予備車としてレース開始直後にピットに戻っていた32号車が3号車の代わりに走り始めたが、これも1日目夜ハンドリングの不調によりリタイアし、ジャガーは2号車1台のみで戦うことになった。
2号車は深夜になってトラブルによって後退したトヨタに代わってトップに立った。トヨタはその後1台が2日目朝にリタイア、もう1台も2日目午前にミッショントラブルにより大きくタイムロス。2号車は2位のトヨタに30周近い差をつけて独走態勢を築いた。しかしレース開始から20時間過ぎ、エンジントラブルによりリタイアし優勝を逃した。
ジャガーはこの後、2年ぶりのル・マン参戦を予定していたが、大排気量車へのエアリストリクター規制が厳しいことから参戦を断念した。

## シャシー略歴
それぞれデイトナ、セブリングにはXJR-12Dとして、ル・マンにはXJR-12LMとして参戦している。
- 288→1090(XJR-9→) - 1990年デイトナで予選9位、決勝2位。セブリングで予選4位、決勝リタイア。セブリング後1090に改番。ル・マンで予選9位から優勝。引退。
- 388(XJR-9→) - 1990年デイトナで予選10位から優勝。セブリングで予選11位、決勝3位。
- 190 - 1990年ル・マンで予選7位、決勝リタイア。1991年デイトナは予選中にクラッシュし不参加。セブリングで予選、決勝共5位。1993年デイトナで予選6位、決勝リタイア。
- 290 - 1990年ル・マンで予選17位、決勝2位。1991年デイトナで予選2位、決勝リタイア。セブリングは予選中にクラッシュし不参加。ル・マンにはサンテックレーシングとして出場。予選28位、決勝リタイア。
- 990(588、XJR-9→) - 1990年ル・マンで予選8位、決勝リタイア。1991年ル・マンで予選18位、決勝2位。1993年デイトナで予選7位、決勝リタイア。
- 891 - 1991年ル・マンで予選24位、決勝4位。1992年デイトナで予選7位、決勝総合2位、GTPクラス優勝。セブリングで予選10位、決勝4位。
- 991(386、XJR-6→) - 1991年のル・マン1レースのみ出場。予選27位、決勝3位。
- 193 - 1993年にデイトナ1レースのみ出場。予選8位、決勝リタイア。